# Uroš Palibrk
Uroš Palibrk (* 22. März 1992 in Kranj) ist ein slowenischer Fußballspieler.

## Karriere
Palibrk begann seine Karriere beim NK Triglav Kranj. 2007 wechselte er nach Italien zum AC Mailand. Im Sommer 2011 wurde er an den Drittligisten FC Esperia Viareggio ausgeliehen. Sein Profidebüt gab er am 1. Spieltag 2011/12 gegen Ternana Calcio. Im Jänner 2012 wurde er nach Kroatien an den HNK Rijeka weiterverliehen. Im Sommer 2012 wurde er nach Belgien an den Lierse SK verliehen. 2013 kehrte er fest nach Slowenien nach Kranj zurück. Im Februar 2015 wechselte er nach Österreich zum Drittligisten SV Austria Salzburg. Mit der Austria konnte er zu Saisonende in den Profifußball aufsteigen. Nachdem Salzburg wieder in die Regionalliga abgestiegen war, verließ er den Verein im Sommer 2016.
Im Oktober 2016 wechselte er zum slowenischen Drittligisten NK Sava Kranj. In der Winterpause der Saison 2016/17 wechselte er zum NK Ivančna Gorica. Zur Saison 2017/18 wechselte er auf Zypern zu Omonia Aradippou.
Im Februar 2023 kehrte Palibrk nach Österreich zurück und schloss sich dem Regionalligisten SAK Klagenfurt an.